# Cireași, Bistrița-Năsăud
Cireași este un sat în comuna Târlișua din județul Bistrița-Năsăud, Transilvania, România. La recensământul din 2002 avea o populație de 114 locuitori.